# Приозер’я (Новгородська область)
Приозер’я (рос. Приозерье) — присілок у Боровицькому районі Новгородської області Російської Федерації.
Населення становить 5 осіб. Належить до муніципального утворення Прогреське сільське поселення.

## Історія
До 1927 року населений пункт перебував у складі Новгородської губернії. У 1927-1944 роках перебував у складі Ленінградської області.
Орган місцевого самоврядування від 2010 року — Прогреське сільське поселення.

## Населення
| 2000 | 2001 | 2002 | 2003 | 2004 | 2005 | 2006 |
| ---- | ---- | ---- | ---- | ---- | ---- | ---- |
| 9    | ↗11  | →11  | ↘6   | →6   | ↘5   | ↗6   |
| 2007 | 2008 | 2009 | 2010 |      |      |      |
| ↘5   | ↘3   | ↘2   | ↗5   |      |      |      |